# باتو کاوا
باتو کاوا (به لاتین: Batu Kawa) یک منطقهٔ مسکونی در مالزی است که در Kuching District واقع شده‌است.